# Alessandro Spezialetti
Alessandro Spezialetti (Lachen, Suiza, 14 de enero de 1975) es un ciclista italiano.
El 30 de diciembre de 2012 anunció su retirada del ciclismo tras dieciséis temporadas como profesional y con 37 años de edad. Tras la retirada se convirtió en director deportivo deL equipo Vini Fantini-Nippo.

## Palmarés
2001
- 1 etapa del Giro de los Abruzzos

## Resultados en Grandes Vueltas
| Carrera | Carrera         | 1997 | 1998 | 1999 | 2000 | 2001 | 2002 | 2003 | 2004  | 2005 | 2006  | 2007 | 2008 | 2009 | 2010  | 2011  | 2012 |
| ------- | --------------- | ---- | ---- | ---- | ---- | ---- | ---- | ---- | ----- | ---- | ----- | ---- | ---- | ---- | ----- | ----- | ---- |
|         | Giro de Italia  | Ab.  | ―    | 37.º | Ab.  | 64.º | 48.º | 46.º | 65.º  | ―    | 93.º  | 63.º | 41.º | 74.º | 118.º | 107.º | 77.º |
|         | Tour de Francia | —    | Ab.  | —    | —    | —    | —    | —    | —     | Ab.  | —     | —    | —    | —    | —     | —     | —    |
|         | Vuelta a España | —    | —    | —    | Ab.  | —    | Ab.  | —    | 116.º | —    | 100.º | —    | —    | —    | —     | Ab.   | —    |

—:no participa
Ab.: abandono